# Преображенська єпархія в Новосибірську

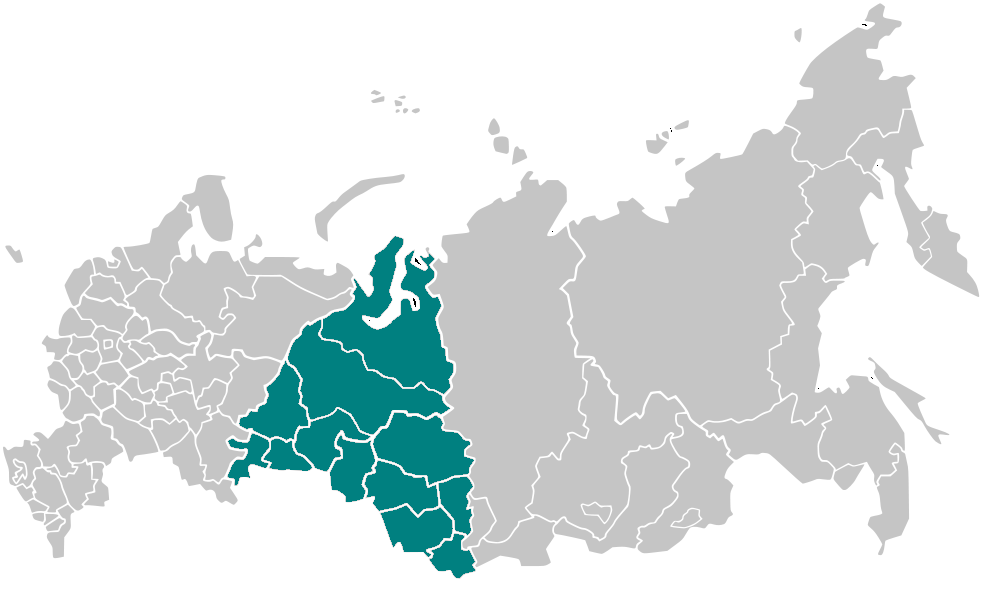
Територія Преображенської єпархії на карті Росії

Преображенська єпархія в Новосибірську - одна з єпархій Римо-католицької церкви у Росії з кафедрою у Новосибірську, що охоплює територію Західного Сибіру. Налічує 218 приходи і до півмільйона вірних.
Католицькі приходи з'явилися у Сибіру в XIX столітті, коли з придушенням антиросійських повстань багато поляків, литовців й білорусів були вислані в Сибір. До встановлення радянської влади католицькі громади на території Західного Сибіру перебували в юрисдикції Могилевської архиєпархії. Гоніння на католиків у радянські часи призвели до того, що до 1939 року в СРСР не залишилося на волі жодного місцевого католицького священика. У результаті масових посилань і депортацій за роки радянської влади кількість католиків в Сибіру багаторазово зросла. Протягом багатьох років вони були позбавлені регулярного духовного окормлення; лише деякі священики час від часу нелегально відвідували католицькі громади та сім'ї, здійснюючи таїнства і готуючи до них дітей і дорослих.
Відродження католицької церкви у Сибіру розпочалося лише з розвалом СРСР. 13 квітня 1991 як Апостольська адміністратура Сибіру, 18 травня 1999 вона була перетворена на Апостольську адміністратуру Західному Сибіру а в лютому 2002 року отримала статус єпархії.
Кафедральним собором преображенської єпархії є Собор Преображення Господня в Новосибірську